# 蓬萨 (德龙省)
蓬萨（法語：Ponsas）是法国德龙省的一个市镇，属于瓦朗斯区（Valence）圣瓦利耶县（Saint-Vallier）。该市镇总面积2.71平方公里，2009年时的人口为455人。

## 人口
蓬萨人口变化图示